# دنیس دوباری
دنیس دوباری (به انگلیسی: Denise DuBarry) زاده ۶ مارس ۱۹۵۶ - درگذشته ۲۳ مارس ۲۰۱۹ هنرپیشه ایالات متحده آمریکایی بود.

## فیلم‌شناسی
- فرشتگان چارلی (۱۹۷۶)
- حضور (۱۹۷۹)
- هیولا در کمد (۱۹۸۶)